# إدارة غواتيمالا
إدارة غواتيمالا (بالإنجليزية: Guatemala Department)‏ هي إداراة في غواتيمالا، تتبع غواتيمالا، عاصمتها غواتيمالا (مدينة)، تبلغ مساحتها 2253 كيلومتر مربع،وعدد سكانها 3015081 نسمة .